# Фагања
Фагања (итал. Fagagna) је насеље у Италији у округу Удине, региону Фурланија-Јулијска крајина.
Према процени из 2011. у насељу је живело 4942 становника. Насеље се налази на надморској висини од 160 м.

## Становништво
Према резултатима пописа становништва 2011. у општини је живело 6.279 становника.
| 1936. | 1951. | 1961. | 1971. | 1981. | 1991. | 2001. | 2011. |
| ----- | ----- | ----- | ----- | ----- | ----- | ----- | ----- |
| 5.343 | 6.223 | 5.761 | 5.253 | 5.823 | 5.949 | 6.035 | 6.279 |